# Okanagan (jezioro)

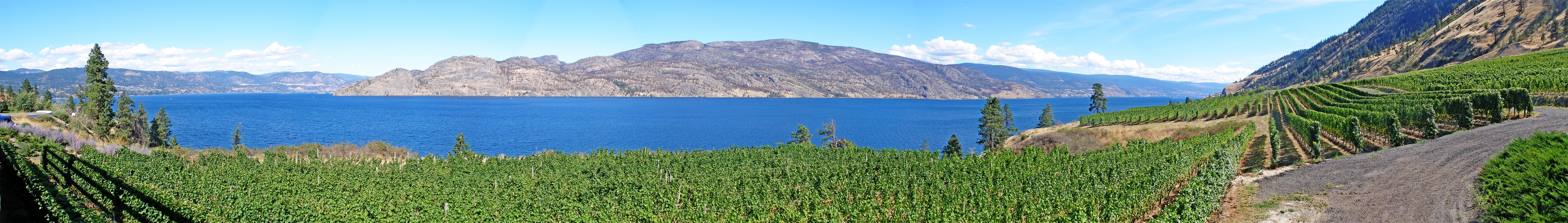
Winnice nad jeziorem Okanagan

Okanagan – jezioro w Kanadzie, w Kolumbii Brytyjskiej, leżące w dolinie Okanagan.
Długość jeziora wynosi 135 km, szerokość od 4 do 5 km, powierzchnia 351 km².
Głębokość maksymalna 230 metrów, średnia 76 metrów